# Exyston calcaratus
Exyston calcaratus là một loài tò vò trong họ Ichneumonidae.